# جائزة تركيا الكبرى

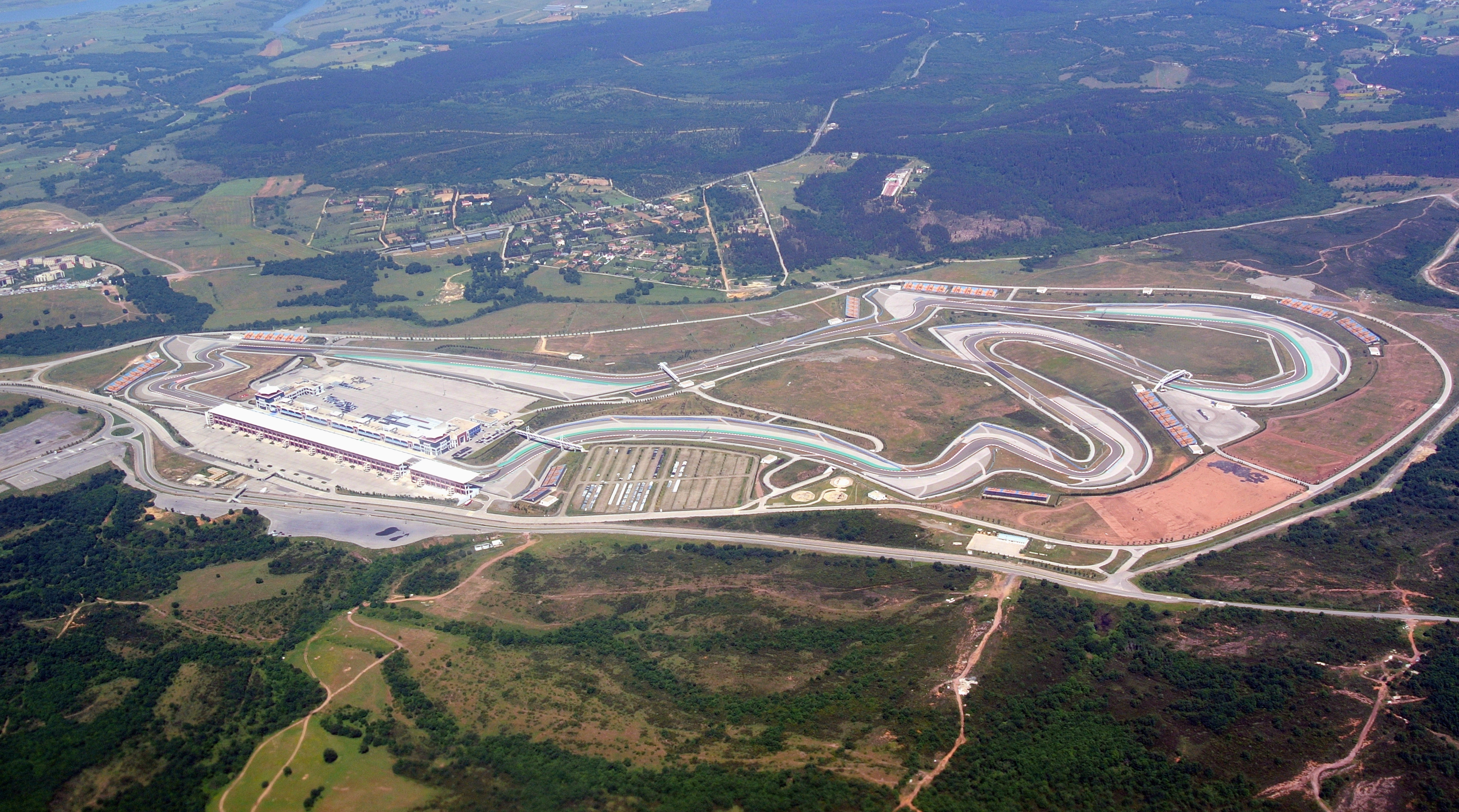
منظر جوي لحلبة إسطنبول بارك

جائزة تركيا الكبرى (بالتركية: Türkiye Grand Prix)‏ هو حدث لسباق سيارات يقام في حلبة إسطنبول بارك ، تركيا. وأستضاف بشكل أساسي سباق فورمولا 1 ضمن بطولة العالم لسباقات فورمولا 1 منذ موسم 2005 حتى موسم 2011.  وتوقف حدث الجائزة الكبرى التركي في عام 2011 بسبب خلاف مع المنظمين. وأقيم السباق مرة أخرى في موسمي 2020 و 2021 كحدثين إستثائيين بسبب تأثيرات جائحة فيروس كورونا في الفعاليات الرياضية.

## سجل الفائزين

### الأكثر فوزا (سائقين)
| الفوز | السائق       | الموسم           |
| ----- | ------------ | ---------------- |
| 3     | فيليبي ماسا  | 2006، 2007، 2008 |
| 2     | لويس هاملتون | 2010، 2020       |

### الأكثر فوزا (فرق)
| الفوز | الفريق   | الموسم           |
| ----- | -------- | ---------------- |
| 3     | فيراري   | 2006، 2007، 2008 |
| 2     | ماكلارين | 2005، 2010       |

### حسب الموسم
| الموسم      | السائق        | الفريق          | تفاصيل  |
| ----------- | ------------- | --------------- | ------- |
| 2005        | كيمي رايكونين | ماكلارين-مرسيدس | تفاصيل  |
| 2006        | فيليبي ماسا   | فريق فيراري     | تفاصيل  |
| 2007        | فيليبي ماسا   | فريق فيراري     | تفاصيل  |
| 2008        | فيليبي ماسا   | فريق فيراري     | تفاصيل  |
| 2009        | جنسن باتون    | براون-مرسيدس    | تفاصيل  |
| 2010        | لويس هاملتون  | ماكلارين-مرسيدس | تفاصيل  |
| 2011        | سبستيان فيتيل | ريد بول-رينو    | تفاصيل  |
| 2012 – 2019 | لا يوجد       | لا يوجد         | لا يوجد |
| 2020        | لويس هاملتون  | مرسيدس          | تفاصيل  |

## وصلات خارجية
لم يتم العثور على روابط لمواقع التواصل الاجتماعي.